# Плазовић (река)
Плазовић или Киђош (мађ. Kígyós, срп. Plazović), је река Србије и Мађарске. Интересантно је да се цео ток реке налази у једном историјском региону Бачка а у две државе Мађарска и Србија. 
Од целокупног тока од 129 km, Мађарској припада 92 km, а Србији 37 km. Интересантно је да граничном појасу, на дужини од само 15 km, прелази из једне у другу државу осам пута.

## Мађарска
Мађарско име Киђош (Змија) је настала због настајања реке од два независна речна тока.
Канал Бокоди-Киђош, који је један од главних притока реке Киђош, настаје од две мање. Обе извиру код града Баје. Један од потока се формира код села Рем а други код села Борота у Мађарској. Потоци се уједињују код Фелшесентивана, и заједно настављају ток поред места Бачбокод и Бачборшод.
Други канал Матетелке-Киђош настаје код села Татахаза и тече поред градова Матетелке и Каћмар, све до ушћа код Фелшесентивана, где се спаја са каналом Бокоди-Киђош и граде заједничку реку Киђош.

## Србија
По називу Плазовић, река је позната тек уласком у војвођански део тока.
У Србији река тече кроз Војводину, у близини Сомбора, протиче поред села Риђица и расипа се у неколико баруштина; мочварни део (Секеш, Трска и Шупљина). Тај мочварни део се налази између места Бачсентђерђ у Мађарској и Растине у Србији. 
Источно од Бездана река се улива у Велики бачки канал недалеко од села Бачки Моноштор.

## Карактеристике
Река је позната по честим поплавама, као што се десило 1970. и 2004. године. Али такође се десило да потпуно пресуши, као што се десило 1952. године.
Приликом јачих зима река се зна потпуно заледити. Сама река није уопште пловна.